# Николс, Терри
Терри Линн Николс (англ. Terry Lynn Nichols; род. 1 апреля 1955 год) – американский террорист, соучастник взрыва административного здания им. А. Марра в Оклахома-сити. Он сменил много работ, где работал короткое время: фермер, управляющий элеватора, торговец земельными участками, работник на ранчо. В ходе непродолжительной службы в армии он познакомился со своим будущим соучастником Тимоти Маквеем. В 1989 не прослужив и года он попросил досрочного увольнения со службы. В 1994-95 годах он и Тимоти Маквей планировали и готовили взрыв в федеральном здании имени Альфреда Марра в Оклахома-Сити, случившийся 19 апреля 1995 года и погубивший 168 человек.    
На федеральном суде в 1997 году Николс был осуждён за участие в заговоре по использованию оружия массового поражения, восьми случаях непредумышленного убийства сотрудников федеральных правоохранительных органов. После того как жюри присяжных заблокировало применение смертной казни Николс был приговорён к пожизненному заключению без возможности освобождения. Также он предстал перед судом штата Оклахома по обвинениям в убийстве в связи со взрывом. В 2004 году он был осуждён за 161 убийство первой степени (включая одно убийство нерождённого ребёнка), поджог первой степени и участие в заговоре. Как и на федеральном суде, присяжные зашли в тупик при вынесении смертного приговора. Николс был приговорён к 161 последовательному сроку пожизненных заключений и был помещён в тюрьму супермаксимальной безопасности ADX Florence близ г. Флоренс, штат Колорадо. Он был помещён в один камерный блок (получивший название «камера бомбистов»)  с Рамзи Юсефом, Эриком Рудольфом и Теодором Качинским (до его перевода в 2021 году).

## Биография
Николс родился в г. Лапир, штат Мичиган и вырос на ферме . Он третий из четырёх детей в семье Роберта и Джойс Николс. Терри помогал своим родителям на ферме, учился работать на оборудовании и обслуживать его . Согласно газете The Denver Post он выхаживал раненых птиц и животных.
Николс учился в хай-скул Лапир, где посещал факультативные занятия по ремёслам и коммерческому праву . Школьные товарищи характеризовали его как застенчивого человека. Играл в американский футбол в составе младшей университетской команды и также состоял в лыжном клубе. Его брат Джеймс, опубликовавший 400-страничную книгу о теракте заявил, что Терри был книжником и хорошо рисовал. В 1973 году Николс окончил школу с результатом 3,6 баллов, он хотел стать врачом.
Николс поступил в Центральный Мичиганский университет. Он закончил один семестр из 13 часов со средней оценкой B. Он получил оценки С по биологии, химии, тригонометрии, В по литературе и А по стрельбе из лука. В 1974 году его брат Лесли получил серьёзные ожоги после взрыва цистерны с топливом на ферме и Терри пожертвовал ему кожу для кожной пластики. Некоторое время он занимался фермерством вместе со братом Джеймсом, но они не ладили: Терри считал, что у брата слишком властный характер. Терри перебрался в штат Колорадо, где в 1976 году получил лицензию на продажу недвижимости. После того как он закрыл свою первую крупную сделку его мать попросила о помощи на ферме и Терри вернулся в Мичиган.
В 1980 году Николс повстречал Лану Уолш, агента по продажи недвижимости, дважды разведённую мать двоих детей, пятью годами его старше. Они поженились и родили сына в 1982 году. В годы брака Николс сменил ряд работ, работая по контракту, и на неполный рабочий день: выполнял плотницкую работу, управлял элеватором, продавал страховые полиса по защите жизни и недвижимости . По словам жены, именно она делала карьеру, а Николс был домоседом, проводившим большую часть времени с детьми, готовил еду и работал в саду.
Николсу никогда не нравилась фермерская жизнь, и в 1988 году в возрасте 33 лет он попытался вступить в армию США. Его отправили в Форт-Беннинг, затем в Коламбус для начальной подготовки. Николс был самым возрастным солдатом в взводе и испытывал трудности в ходе физической подготовки , товарищи иногда называли его «дедом». Тем не менее вскоре, благодаря возрасту, он вошёл в состав руководства взвода. В его взводе служил Тимоти Маквей. Николс и Маквей быстро стали близкими друзьями. У них было общее прошлое, оба выросли в сельской местности, родители были в разводе и оба пытались поступать в колледж. У них были общие политические взгляды, оба интересовались коллекционированием оружия и движением выживания. В дальнейшем Маквей и Николс были размещены вместе на базе Форт-Райли в Джанкшен-сити, штат Канзас, там они повстречали своего будущего сообщника Майкла и подружились с ним.
Вскоре после вступления Николса в армию его жена подала на развод. В мае 1989 года из-за конфликта в вопросе опёки над детьми Николс попросил об отставке, в связи с тяжёлыми жизненными обстоятельствами, чтобы растить своего семилетнего сына. Во время отъезда Николс заявил своему однополчанину, что вскоре организует собственную военную организацию и приобретёт неограниченный запас оружия.   
В 1990 году Николс в возрасте 35 лет женился на 17-летней Марифе Торрес с Филиппин, она нашла его кандидатуру через сайт для замужества . Через несколько месяцев она прибыла в Мичиган и уже была беременна от другого мужчины. Ребёнок погиб в возрасте двух лет, запутавшись и задохнувшись в пластиковой сумке для бананов, оставленной на ночь в его комнате. Марифе подозревала, что это дело рук Николса или Маквея, но на теле ребёнка не было синяков или других повреждений. Смерть была признана несчастным случаем. За время замужества Марифе и Николс родили ещё двоих детей. Они периодически посещали Филиппины, где Марифе училась в местном колледже, чтобы получить степень по физической реабилитации. Иногда Николс один ездил на Филиппины, пока его жена оставалась в Канзасе.    
Перед тем как в очередной раз поехать на Филиппины Николс оставил зашифрованную записку и пакет с документами своей бывшей жене Лане Уолш Падилье. Николс вернулся из поездки и узнав, что Лана преждевременно вскрыла пакет (в нём было письмо с инструкциями что ей делать в случае смерти Николса), сделал несколько звонков в пансионат в г. Себу. После ареста Николса, Марифе развелась с ним и вернулась на Филиппины с детьми.   

## Антиправительственные взгляды
С годами у Николса росли антиправительственные убеждения. Большую часть взрослой жизни он провёл в округах Лапир и Санилак штата Мичиган, где недоверие и недовольство федеральным правительством было всеобщим, особенно после конфискации банками многих фермер в ходе фермерского кризиса 1980х годов. Соседи отмечали, что Николс посещали собрания антиправительственных групп, экспериментировал со взрывчатыми веществами и со временем всё более проникался радикализмом.   